# Bombardement de l'école d'art de Marioupol
En mars 2022, la Russie a bombardé l'école d'art no 12 à Marioupol, où des centaines de personnes s'étaient réfugiées lors de l'invasion russe de l'Ukraine.

## Contexte
Le 24 février, les forces armées russes, en collaboration avec des rebelles prorusses de la république populaire de Donetsk, ont assiégé la ville portuaire de Marioupol, entraînant de lourdes pertes, car les approvisionnements tels que la nourriture, le gaz et l'électricité ont été coupés aux habitants. Le vice-maire de Marioupol, Sergiy Orlov, a estimé que 80 à 90% de la ville avaient été détruits à cause des bombardements. Au 20 mars. Les autorités locales ont estimé qu'au moins 2 300 personnes avaient été tuées pendant le siège jusqu'au bombardement.

## Bombardement
Le 20 mars 2022, les autorités ukrainiennes ont annoncé que les troupes russes avaient bombardé une école d'art où environ 400 personnes s'étaient réfugiées.